# Isola di São Luís
Quella di São Luís è un'isola che si trova in Brasile; essa ha una superficie di 1.410 km² e una popolazione di 1.200.000 abitanti; si trova nel nord est del paese, affacciata all'Oceano Atlantico, tra la Baía de São Marcos e la Baía de São José nello Stato di Maranhão.
Sull'isola sono sorte ben quattro città, infatti oltre a São Luís, che è la capitale federale dello Stato di Maranhão ed ha dato nome all'intera isola, si trovano anche São José de Ribamar, Paço do Lumiar e Raposa; queste quattro città assieme formano la regione metropolitana di São Luís.
I nativi americani Tupinambás originariamente chiamarono l'isola nella loro lingua Upaon-Açu che significa appunto "isola grande", questo nome indigeno è stato ripristinato ufficialmente nella nomenclatura brasiliana e nella costituzione dello Stato federale di Maranhão.